# Woollim Entertainment
Woollim Entertainment (kor. 울림엔터테인먼트) – południowokoreańska firma rozrywkowa założona 1 października 2003 roku przez Lee Jung-yeop. W sierpniu 2013 roku firma połączyła się ze spółką zależną SM Entertainment, S.M. Culture & Contents, w celu utworzenia niezależnej wytwórni „Woollim Label”.
Do agencji należą tacy artyści jak Infinite, Jisun, Rphabet, Lovelyz oraz Golden Child.

## Artyści

### Muzycy
| Grupy - Infinite - Lovelyz - Golden Child - Rocket Punch - Drippin Podgrupy - Infinite F - ToHeart - W Project Producent - Rphabet | Soliści - Jisun - Baby Soul (Lovelyz) - Yoo Ji-ae (Lovelyz) - JIN (Lovelyz) - Nam Woo-hyun (Infinite) - Kwon Eun-bi |

### Aktorzy
- Nam Woo-hyun (Infinite)
- Choi Sung-yoon
- Lee Dae-yeol
- Kei (Lovelyz)
- Lee Mi-joo (Lovelyz)

## Byli artyści
- Epik High (2003–2010)
- Kim Dong-ryool (2004)
- Kang Kyun-sung (2007–2009)
- Jinbo (2005–????)
- Excellent (2005–???)
- Pe2ny (2003–????)
- Tasty (2012–2015)
- Nell (2006–2016)
- Infinite
  - Infinite H (2013–2017)
  - Hoya (2010–2017)
  - L (2010–2019)
  - Dongwoo (2010–2021)
  - Sungkyu (2010–2021)
  - Sungyeol (2010–2021)
- Golden Child
  - Park Jae-seok (2017–2018)
- Joo (2015–2020)

Byli aktorzy
- Kwak Jung-wook (2003–2014)
- Kim Min-seok (2014–2017)
- Park Joo-hwan (2016–2020)
- Lee Jae-ahn (2016–2020)
- Byun Jun-seok (2016–2020)